# Gollenbach
Gollenbach ist ein Gemeindeteil der Gemeinde Mistelgau im Landkreis Bayreuth (Oberfranken, Bayern). Gollenbach liegt in der Gemarkung Plösen.

## Geografie
Das Dorf liegt am Fuße der Neubürg (586 m ü. NHN, 1,2 km westlich) und des Hollerbergs (538 m ü. NHN, 0,9 km südöstlich), die beide zu den nördlichen Ausläufern der Fränkischen Schweiz gehören. Beim Ort entspringen mehrere Quellen des Gollenbachs, eines linken Zuflusses der Weides, die selbst von links in die Truppach mündet. Eine Gemeindeverbindungsstraße führt nach Plösen zur Kreisstraße BT 2 (1,4 km nordöstlich) bzw. zur BT 2 (0,7 km westlich). Eine Gemeindeverbindungsstraße führt, die BT 2 kreuzend, nach Harloth (0,7 km nordwestlich).

## Geschichte
Gegen Ende des 18. Jahrhunderts gab es in Gollenbach 12 Anwesen (6 Sölden, 2 Halbsölden, 1 Dreiviertelsölde, 1 Viertelsölde, 1 Tropfhaus, 1 Hirtenhaus). Die Hochgerichtsbarkeit, die Dorf- und Gemeindeherrschaft sowie die Grundherrschaft über sämtliche Anwesen stand dem bayreuthischen Stadtvogteiamt Bayreuth zu.
Von 1797 bis 1810 unterstand der Ort dem Justiz- und Kammeramt Bayreuth. Infolge des Gemeindeedikts wurde Gollenbach dem 1812 gebildeten Steuerdistrikt Mistelgau zugewiesen. Zugleich entstand die Ruralgemeinde Gollenbach. Sie war in Verwaltung und Gerichtsbarkeit dem Landgericht Bayreuth zugeordnet und in der Finanzverwaltung dem Rentamt Bayreuth. Mit dem Gemeindeedikt von 1818 wurde Gollenbach in die  Gemeinde Plösen eingegliedert. Am 1. Januar 1972 wurde diese im Zuge der Gebietsreform in Bayern in die Gemeinde Mistelgau eingegliedert.

### Baudenkmal
- Haus Nr. 11: Wohnstallhaus

### Einwohnerentwicklung
| Jahr      | 001819 | 001822 | 001861 | 001871 | 001885 | 001900 | 001925 | 001950 | 001961 | 001970 | 001987 |
| Einwohner | 98     | 129    | 196    | 208    | 256    | 208    | 200    | 224    | 175    | 153    | 196    |
| Häuser    |        | 12     |        |        | 36     | 37     | 39     | 33     | 42     |        | 54     |
| Quelle    | [ 9 ]  | [ 6 ]  | [ 10 ] | [ 11 ] | [ 12 ] | [ 13 ] | [ 14 ] | [ 15 ] | [ 16 ] | [ 17 ] | [ 1 ]  |

## Religion
Gollenbach ist seit der Reformation evangelisch-lutherisch geprägt und nach St. Bartholomäus (Mistelgau) gepfarrt.